# Кадух, Мохамад
Мохамад Кадух (4 мая 1993, Ливан) — ливанский футболист, нападающий. Выступал за сборную Ливана.

## Клубная карьера
Мохамад начал свою карьеру футболиста в клубе «Аль-Неджмех». Через два года нападающий уехал в Литву, где подписал контракт с «Судувой». Ему быстро удалось выдвинуться в число игроков основы команды. Затем выступал за команды родного Ливана, а также в чемпионатах Индии, Мальдив и Непала.
В мае 2015 года перешёл в финский клуб «Ильвес», 8 мая он уже дебютировал в составе новой команды во встрече с ВПС.

## Карьера в сборной
Благодаря своим успехам в Литве Кадуха заметили тренеры национальной сборной Ливана. Они стали вызывать его в распоряжении национальной команды. 26 декабря 2013 года он дебютировал за сборную в матче против сборной Иордании.